# NGC 6770
NGC 6770 (również PGC 63048) – galaktyka spiralna z poprzeczką (SBb/P), znajdująca się w gwiazdozbiorze Pawia. Odkrył ją John Herschel 11 sierpnia 1836 roku.